# Glucoproteína-P

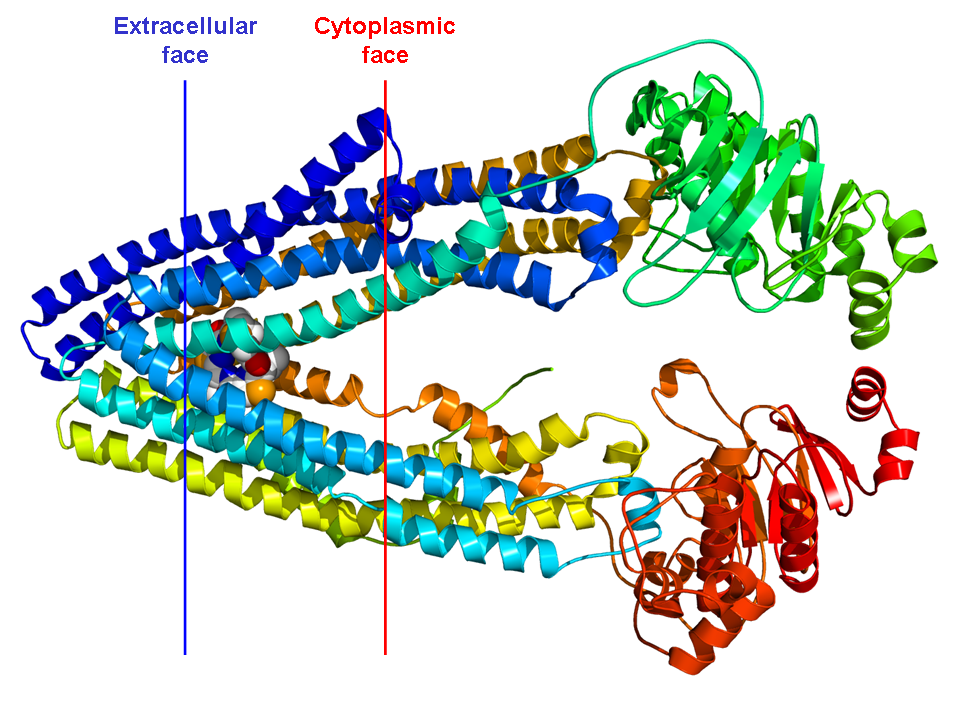
Estructura cristalográfica de la proteína MDR3 de ratón. La disposición aproximada de la proteína en la membrana de la célula está indicada por la línea azul (cara extracelular) y por la línea roja (cara citoplasmática).

La Glucoproteína-P 1 (glucoproteína de permeabilidad, abreviada como P-gp o Pgp) (en inglés, conocida como multidrug resistance protein 1 (MDR1) o ATP-binding cassette sub-family B member 1, ABCB1), también clúster de diferenciación 243 (CD243).

## Importancia biomédica
La P-gp es una glucoproteína muy importante en la membrana celular ya que expulsa gran cantidad de sustancias al exterior de la célula. Crea un flujo de expulsión de la célula dependiente de ATP con una amplia especificidad de sustrato. Existe en animales, hongos y bacterias, y surgió como un mecanismo de defensa contra sustancias xenobióticas. 
| Factor valor                                  | Factor                     | Up/Down |
| Leyenda: - Nº de estudios de genes up/down in |                            |         |
| Normal                                        | Estado de la enfermedad    | 10/3    |
| None                                          | Tratamiento compuesto      | 3/0     |
| Células estromales                            | Tipo de célula             | 1/2     |
| Riñón                                         | Tipo de célula             | 2/0     |
| MDA-MB-231                                    | Línea celular              | 0/2     |
| Glioblastoma                                  | Estado de la enfermedad    | 0/2     |
| Célula epitelial                              | Tipo de célula             | 0/2     |
| HeLa                                          | Línea celular              | 0/2     |
| Primario                                      | Andamiaje de la enfermedad | 2/0     |
| Médula ósea                                   | Parte del organismo        | 0/2     |
| Datos de la expresión de ABCB1                |                            |         |

La P-gp está ampliamente distribuida y se expresa en las células del epitelio intestinal, donde expulsa xenobióticos (como toxinas o fármacos) previamente absorbidos hacia el lumen intestinal; en las células del hígado donde secreta estas sustancias hacia los conductos biliares; en las células del riñón donde secreta estos xenobióticos hacia los túbulos urinarios, y en las células del endotelio capilar formando parte de la barrera hematoencefálica y la hematotesticular.  Algunas células tumorales también expresan gran cantidad de P-gp, siendo esta una causa importante de la multirresistencia  a los fármacos de algunos cánceres.
La P-gp en humanos está codificada por el gen ABCB1 y constituye un transportador del tipo ABC, responsable del  transporte de una amplia variedad de sustratos a través de membranas intra y extracelulares, y pertenece a la subfamilia DMR/TAP.
La P-gp fue descubierta en 1971 por Victor Ling.

## Función
La P-gp pertenece a la superfamilia de los transportadores ABC. Estas proteínas transportan diversas moléculas a través de membranas extra e intracelulares, y sus genes se dividen en siete subfamilias distintas (ABC1, MDR / TAP, MRP, ALD, OABP, GCN20, White). La P-gp es un miembro de la subfamilia MDR / TAP, involucrados en la resistencia a múltiples fármacos. La P-gp es una bomba de flujo de salida de fármacos dependiente de ATP de compuestos xenobióticos con amplia especificidad de sustrato. Es responsable de la disminución de la acumulación del fármaco en células resistentes a múltiples fármacos, y a menudo interviene en el desarrollo de resistencia a los fármacos contra el cáncer. Esta proteína también funciona como un transportador en la barrera hematoencefálica.
La P-gp transporta diversos sustratos a través de la membrana celular, incluyendo:
- Fármacos como colchicina, tacrolimus y quinidina.
- Agentes quimioterapéuticos como etopósido, doxorrubicina y vinblastina.
- Lípidos.
- Esteroides.
- Xenobióticos.
- Péptidos.
- Bilirrubina.
- Glucósidos cardíacos como la digoxina.
- Agentes inmunosupresores.
- Glucocorticoides como la dexametasona.
- Agentes de terapia antirretroviral como los inhibidores de la proteasa y los inhibidores no nucleosídicos de la transcriptasa inversa.

Su capacidad para el transporte de los sustratos mencionados pone de manifiesto la gran cantidad de funciones de la P-gp, entre las que se incluyen:
- La regulación de la distribución y la biodisponibilidad de fármacos.
- El aumento de expresión intestinal de P-gp puede reducir la absorción neta de fármacos que son sustratos de P-gp. Por lo tanto, hay una biodisponibilidad reducida, que puede dar lugar a que no se alcancen concentraciones plasmáticas terapéuticas. Por el contrario, cuando la expresión de la P-g está reducida, se pueden alcanzar  concentraciones plasmáticas supraterapéuticas con la consiguiente aparición de  toxicidad del fármaco. Ej. Digoxina
- La participación de la P-g en el transporte activo de antineoplásicos da como resultado la resistencia de muchos fármacos a ciertos tumores.
- La eliminación de metabolitos tóxicos y xenobióticos a partir de células renales, hepáticas y del lumen intestinal
- El transporte de compuestos fuera del cerebro a través de la barrera hematoencefálica. Ej. La expulsión  de la ivermectina y loperamida del sistema nervioso central.
- Protección de las células madre hematopoyéticas de toxinas.[3]

La P-gp puede ser inhibida por gran cantidad de fármacos, tales como:
- Amiodarona.
- Azitromicina.
- Captopril.
- Claritromicina.
- Ciclosporina.
- Piperina.
- Quercetina.
- Quinina y quinidina.
- Reserpina.
- Ritonavir.
- Verapamilo.

## Estructura
La P-gp es una glucoproteína transmembranal de unos 170 kDa, e incluye una glucosilación N-terminal de 10-15 kDa. El extremo N-terminal de la molécula contiene 6 dominios transmembrana, seguidos por un gran dominio citoplasmático con un sitio de unión de ATP; y una segunda sección con otros 6 dominios transmembrana y un nuevo sitio de unión de ATP que muestra una similitud de aminoácidos de un 65% con la primera parte del polipéptido. En 2009 se determinó la primera estructura de una P-gp de un mamífero (3G5U). La estructura fue determinada a partir del producto del gen MDR3 de un ratón expresado en la levadura Pichia pastoris. La estructura  de la P-gp de ratón es similar a la del transportador ABC bacteriano llamado MsbA (3B5W y 3B5X), que adopta una conformación orientada hacia dentro, lo cual se cree que es importante para la unión especifica del sustrato a lo largo de la cara interna de la membrana. También se ha determinado la estructura de algunos componentes adicionales de la P-gp, como 3G60 y 3G61, lo cual ha revelado los sitios de unión de dos péptidos sustratos/inhibidores diferentes. La conformación del lugar de unión de la P-gp se alinea con la cadena lateral de los aminoácidos aromáticos. De cualquier manera, la estructura de la P-gp murina es incompleta, ya que falta  la secuencia de una cadena intermedia, esencial para el reconocimiento del sustrato y la hidrólisis del ATP. Utilizando simulaciones de dinámica molecular, se ha podido demostrar que esta secuencia tiene un impacto directo en la estabilidad estructural del transportador (en el dominio de unión del nucleótido) y define un menor límite para la conformación interna de unión de fármacos.

## Mecanismo de acción
El sustrato se une a la P-gp ya sea desde una apertura colocada hacia el interior de la membrana o desde la parte citoplasmática de la proteína, y a continuación se une el ATP por el dominio citoplasmático. Una vez que se han producido ambas uniones, la hidrólisis del ATP desplaza el sustrato hacia una posición determinada para que sea excretada de la célula. Así, la liberación de un grupo fosfato se produce a la vez que la excreción del sustrato. Se libera Adenosín difosfato (ADP), y una nueva molécula de ATP se coloca en otro lugar de unión específico para él. Una nueva hidrólisis junto con la liberación de ADP y fosfato restablece la conformación original de la proteína, por lo que el proceso puede empezar de nuevo. 

## Distribución
La P-gp se expresa principalmente en determinados tipos de células del hígado, páncreas, riñón, colon y yeyuno. También puede encontrarse en las células endoteliales capilares del cerebro.

## Detección de la actividad del transportador
La actividad de esta proteína se puede determinar tanto por ATPasa de membrana como por ensayos de calceína celular. El verapamilo radiactivo se puede usar para medir la función de la P-gp mediante la técnica de tomografía por emisión de positrones.

## Historia
La P-gp se clonó y se caracterizó por primera vez en 1976. Se demostró que era la responsable de la resistencia a múltiples fármacos en células cancerosas mutantes cultivadas, que habían desarrollado resistencia a fármacos citotóxicos. La estructura de la P-gp se determinó en 2009 mediante cristalografía de rayos X.